# 林戊荪
林戊荪（1928年—2021年1月27日），男，天津人，中国大陆翻译家，以《孙子兵法》英译本而知名。

## 生平
1928年，林戊荪出生在天津，他曾在天津、上海、加尔各答读书。
1946年，林戊荪赴美留学。
1950年，林戊荪回到中华人民共和国。
1988年到1993年，林戊荪担任中国外文局局长。
1992年到2004年，林戊荪担任中国翻译协会常务副会长。
2002年到2005年，林戊荪担任《中国翻译》期刊的主编。

## 译著
- 《孙子兵法》（孙子）
- 《孙膑兵法》（孙膑）
- 《论语》（孔子弟子辑录）
- 《南京大屠杀》
- 《西藏》
- 《布达拉宫珍宝》
- 《丝绸之路》

## 奖项
- 2011年，中国翻译文化终身成就奖。[2]